# Caitlin Carver
Caitlin Carver (ur. 31 marca 1992 w Huntsville) – amerykańska aktorka, która wystąpiła m.in. w filmie Jestem najlepsza. Ja, Tonya i serialu Drodzy biali!.

## Filmografia

### Filmy
| Rok  | Tytuł                       | Rola            | Uwagi           |
| ---- | --------------------------- | --------------- | --------------- |
| 2014 | Ballon                      | Emily           | krótkometr.     |
| 2015 | Impact Earth                | Julia Waters    |                 |
| 2015 | Papierowe miasta            | Becca Arrington |                 |
| 2016 | Zasady nie obowiązują       | Marla Lookalike |                 |
| 2017 | Jestem najlepsza. Ja, Tonya | Nancy Kerrigan  |                 |
| 2018 | The Delta Girl              | Delilah         | krótkometr.     |
| 2018 | The Matchmaker's Playbook   | Blake           |                 |
| 2019 | Heirloom                    | Jane            | krótkometr.     |
| 2022 | Diamond in the Rough        | Skyler Harrison |                 |
| 2023 | Hayseed                     | Cassandra       |                 |
| 2023 | Night Nurse                 | Carmen          | krótkometr.     |
|      | Call of the Void            | Moray           | w postprodukcji |

### Telewizja
| Rok       | Tytuł                          | Rola                       | Uwagi   |
| --------- | ------------------------------ | -------------------------- | ------- |
| 2012      | Z innej beczki                 | Shin Model                 | 1 odc.  |
| 2012-2013 | Nashville                      | Juliette's Dancer          | 2 odc.  |
| 2013      | Southland                      | Bloody Girl                | 1 odc.  |
| 2013      | Glee                           | członkini Vocal Adrenaline | 1 odc.  |
| 2013      | Parks and Recreation           | Chard Girl / Dancing Tooth | 2 odc.  |
| 2013      | Twisted                        | Lizzy                      | 1 odc.  |
| 2013-2014 | Hit the Floor                  | Mason                      | 11 odc. |
| 2014–2016 | The Fosters                    | Hayley Heinz               | 13 odc. |
| 2015      | Stalker                        | Alexis                     | 1 odc.  |
| 2015      | Heroes: Odrodzenie             | młoda Erica                | 1 odc.  |
| 2016      | Agenci NCIS                    | Megan Porter               | 1 odc.  |
| 2016      | Timeless                       | Maria Tompkins             | 1 odc.  |
| 2017      | The Rachels                    | Rachel Richards            | film TV |
| 2017      | Freakish                       | Elise                      | 1 odc.  |
| 2018      | S.W.A.T. – jednostka specjalna | Juliette Carlton           | 1 odc.  |
| 2017–2021 | Drodzy biali!                  | Muffy Tuttle               | 16 odc. |
| 2022–2023 | Chicago Fire                   | Emma Jacobs                | 9 odc.  |